# Nieuw-Caledonisch voetbalelftal (mannen)
Het Nieuw-Caledonisch voetbalelftal is een team van voetballers dat Nieuw-Caledonië vertegenwoordigt bij internationale wedstrijden, zoals het WK en het Oceanisch kampioenschap.

## Deelnames aan internationale toernooien
In de aanloop naar het wereldkampioenschap van 2006 werd de eerste kwalificatiewedstrijd gespeeld tussen Tahiti en Nieuw-Caledonië. Het resultaat was een 0-0 uitslag. In 2007 behoorde Nieuw-Caledonië tot de beste drie landen in de eerste ronde van de WK kwalificatie, met gelijk aantal punten maar slechter doelsaldo dan het Fijisch voetbalelftal. Het mocht hierdoor deelnemen aan de tweede ronde waar het, achter het Nieuw-Zeelands voetbalelftal tweede in de groep werd.

### Wereldkampioenschap
| Overzicht wereldkampioenschap | Overzicht wereldkampioenschap | Overzicht wereldkampioenschap | Overzicht wereldkampioenschap | Overzicht wereldkampioenschap | Overzicht wereldkampioenschap | Overzicht wereldkampioenschap | Overzicht wereldkampioenschap | Overzicht wereldkampioenschap |
| Jaar                          | Ronde                         | Wed.                          | W                             | G                             | V                             | DV                            | DT                            |                               |
| ----------------------------- | ----------------------------- | ----------------------------- | ----------------------------- | ----------------------------- | ----------------------------- | ----------------------------- | ----------------------------- | ----------------------------- |
| 2006                          | Niet gekwalificeerd           | Niet gekwalificeerd           | Niet gekwalificeerd           | Niet gekwalificeerd           | Niet gekwalificeerd           | Niet gekwalificeerd           | Niet gekwalificeerd           |                               |
| 2010                          | Niet gekwalificeerd           | Niet gekwalificeerd           | Niet gekwalificeerd           | Niet gekwalificeerd           | Niet gekwalificeerd           | Niet gekwalificeerd           | Niet gekwalificeerd           |                               |
| 2014                          | Niet gekwalificeerd           | Niet gekwalificeerd           | Niet gekwalificeerd           | Niet gekwalificeerd           | Niet gekwalificeerd           | Niet gekwalificeerd           | Niet gekwalificeerd           |                               |
| 2018                          | Niet gekwalificeerd           | Niet gekwalificeerd           | Niet gekwalificeerd           | Niet gekwalificeerd           | Niet gekwalificeerd           | Niet gekwalificeerd           | Niet gekwalificeerd           |                               |
| 2022                          | Niet gekwalificeerd           | Niet gekwalificeerd           | Niet gekwalificeerd           | Niet gekwalificeerd           | Niet gekwalificeerd           | Niet gekwalificeerd           | Niet gekwalificeerd           |                               |

### Oceanisch kampioenschap
| Overzicht Oceanisch kampioenschap | Overzicht Oceanisch kampioenschap | Overzicht Oceanisch kampioenschap | Overzicht Oceanisch kampioenschap | Overzicht Oceanisch kampioenschap | Overzicht Oceanisch kampioenschap | Overzicht Oceanisch kampioenschap | Overzicht Oceanisch kampioenschap | Overzicht Oceanisch kampioenschap |
| Jaar                              | Ronde                             | Wed.                              | W                                 | G                                 | V                                 | DV                                | DT                                | Kwal                              |
| --------------------------------- | --------------------------------- | --------------------------------- | --------------------------------- | --------------------------------- | --------------------------------- | --------------------------------- | --------------------------------- | --------------------------------- |
| 1973                              | Derde                             | 5                                 | 3                                 | 0                                 | 2                                 | 10                                | 6                                 |                                   |
| 1980                              | Derde                             | 4                                 | 3                                 | 0                                 | 1                                 | 14                                | 12                                |                                   |
| 1996                              | Niet gekwalificeerd               | Niet gekwalificeerd               | Niet gekwalificeerd               | Niet gekwalificeerd               | Niet gekwalificeerd               | Niet gekwalificeerd               | Niet gekwalificeerd               | Niet gekwalificeerd               |
| 1998                              | Niet gekwalificeerd               | Niet gekwalificeerd               | Niet gekwalificeerd               | Niet gekwalificeerd               | Niet gekwalificeerd               | Niet gekwalificeerd               | Niet gekwalificeerd               | Niet gekwalificeerd               |
| 2000                              | Niet gekwalificeerd               | Niet gekwalificeerd               | Niet gekwalificeerd               | Niet gekwalificeerd               | Niet gekwalificeerd               | Niet gekwalificeerd               | Niet gekwalificeerd               | Niet gekwalificeerd               |
| 2002                              | Groepsfase                        | 3                                 | 0                                 | 0                                 | 3                                 | 1                                 | 14                                | (Kwal.)                           |
| 2004                              | Niet gekwalificeerd               | Niet gekwalificeerd               | Niet gekwalificeerd               | Niet gekwalificeerd               | Niet gekwalificeerd               | Niet gekwalificeerd               | Niet gekwalificeerd               | Niet gekwalificeerd               |
| 2008                              | Tweede                            | 6                                 | 2                                 | 2                                 | 2                                 | 12                                | 10                                | (Kwal.)                           |
| 2012                              | Tweede                            | 5                                 | 3                                 | 0                                 | 2                                 | 19                                | 7                                 |                                   |
| 2016                              | Halve finale                      | 4                                 | 1                                 | 2                                 | 1                                 | 9                                 | 3                                 |                                   |

| Beker van Melanesië overzicht | Beker van Melanesië overzicht | Beker van Melanesië overzicht | Beker van Melanesië overzicht | Beker van Melanesië overzicht | Beker van Melanesië overzicht | Beker van Melanesië overzicht | Beker van Melanesië overzicht | Beker van Melanesië overzicht |
| Jaar                          | Ronde                         | Wed.                          | W                             | G                             | V                             | DV                            | DT                            |                               |
| ----------------------------- | ----------------------------- | ----------------------------- | ----------------------------- | ----------------------------- | ----------------------------- | ----------------------------- | ----------------------------- | ----------------------------- |
| 1988                          | Vierde                        | 4                             | 1                             | 0                             | 3                             | 6                             | 5                             |                               |
| 1989                          | Tweede                        | 4                             | 3                             | 0                             | 1                             | 9                             | 5                             |                               |
| 1990                          | Tweede                        | 4                             | 2                             | 1                             | 1                             | 5                             | 3                             |                               |
| 1992                          | Tweede                        | 3                             | 2                             | 1                             | 0                             | 4                             | 2                             |                               |
| 1994                          | Vierde                        | 4                             | 1                             | 0                             | 3                             | 5                             | 9                             |                               |
| 1998                          | Vijfde                        | 4                             | 0                             | 0                             | 4                             | 4                             | 10                            |                               |
| 2000                          | Vierde                        | 4                             | 1                             | 1                             | 2                             | 3                             | 6                             |                               |

## FIFA-wereldranglijst[5]
| 2004 | 2005 | 2006 | 2007 | 2008 | 2009 | 2010 | 2011 | 2012 | 2013 | 2014 | 2015 | 2016 | 2017 | 2018 |
| ---- | ---- | ---- | ---- | ---- | ---- | ---- | ---- | ---- | ---- | ---- | ---- | ---- | ---- | ---- |
| 186  | 187  | 176  | 118  | 130  | 147  | 156  | 166  | 108  | 121  | 153  | 181  | 168  | 154  | 154  |

## Bondscoaches
FCF · A-internationals ·
Nieuw-Caledonisch vrouwenelftal
2000 – 2009 ·
2010 – 2019 ·
2020 − 2029
Amerikaans-Samoa ·
Australië ·
Bulgarije ·
Cookeilanden ·
Estland ·
Fiji ·
Guadeloupe ·
Guam ·
Martinique ·
Mauritius ·
Nieuw-Zeeland ·
Papoea-Nieuw-Guinea ·
Salomonseilanden ·
Samoa ·
Tahiti ·
Tonga ·
Vanuatu ·